# Lochetica westoni
Lochetica westoni är en stekelart som först beskrevs av Bridgman 1880.  Lochetica westoni ingår i släktet Lochetica och familjen brokparasitsteklar. Arten är reproducerande i Sverige. Utöver nominatformen finns också underarten L. w. rufiventris.